# Colibrí emplomallat de Santa Marta
El colibrí emplomallat de Santa Marta (Oxypogon cyanolaemus) és una espècie d'ocell de la família dels troquílids (Trochilidae) que habita zones arbustives i garrigues de muntanya de Sierra Nevada de Santa Marta, al nord-est de Colòmbia.